# 1ª legislatura della Confederazione Svizzera
La 1ª legislatura della Confederazione Svizzera è stata in carica dal 6 novembre 1848 al 1º dicembre 1851. Nell'ordinamento svizzero, la legislatura è formalmente prevista solo per il Consiglio nazionale, mentre l'elezione dei membri del Consiglio degli Stati è regolata a livello cantonale.

## Sessioni
Le sessioni della legislatura furono così ripartite:
| Sessione                               | Inizio           | Fine             |
| -------------------------------------- | ---------------- | ---------------- |
| Sessione ordinaria                     | 6 novembre 1848  | 29 novembre 1848 |
| Continuazione ordinaria                | 16 aprile 1849   | 30 giugno 1849   |
| Sessione straordinaria (continuazione) | 1º agosto 1849   | 8 agosto 1849    |
| Continuazione ordinaria                | 12 novembre 1849 | 22 dicembre 1849 |
| Continuazione ordinaria                | 5 aprile 1850    | 9 aprile 1850    |
| Sessione ordinaria                     | 1º luglio 1850   | 20 luglio 1850   |
| Continuazione ordinaria                | 4 novembre 1850  | 21 dicembre 1850 |
| Sessione ordinaria                     | 7 luglio 1851    | 27 agosto 1851   |

## Consiglio federale
I presidenti, vicepresidenti e i membri del Consiglio federale furono i seguenti:

### Presidenti e vicepresidenti
| Periodo                             | Presidente      | Vicepresidente  |
| ----------------------------------- | --------------- | --------------- |
| 20 novembre 1948 - 31 dicembre 1849 | Jonas Furrer    | Henri Druey     |
| 1º gennaio 1950 - 31 dicembre 1950  | Henri Druey     | Josef Munzinger |
| 1º gennaio 1951 - 31 dicembre 1951  | Josef Munzinger | Jonas Furrer    |

### Membri
| Nome                   | Orientamento politico | Cantone   | Dipartimento                                                                                                   |
| ---------------------- | --------------------- | --------- | --- |
| Jonas Furrer           | Liberale              | Zurigo    | Dipartimento politico (1848-1849) Dipartimento di giustizia e polizia (1850-1851)                              |
| Ulrich Ochsenbein      | Liberale-Radicale     | Berna     | Dipartimento militare (1848-1851)                                                                              |
| Henri Druey            | Liberale-Radicale     | Vaud      | Dipartimento di giustizia e polizia (1848-1849) Dipartimento politico (1850) Dipartimento delle finanze (1851) |
| Stefano Franscini      | Liberale-Radicale     | Ticino    | Dipartimento dell'interno (1848-1851)                                                                          |
| Josef Munzinger        | Liberale-Radicale     | Soletta   | Dipartimento delle finanze (1848-1850) Dipartimento politico (1851)                                            |
| Friedrich Frey-Herosé  | Centro / Liberale     | Argovia   | Dipartimento di Dazi e Commercio (1848-1851)                                                                   |
| Wilhelm Matthias Naeff | Liberale-Radicale     | San Gallo | Dipartimento delle poste e pubbliche costruzioni (1848-1851)                                                   |

## Consiglio nazionale
Nel corso della legislatura, i presidenti e i vicepresidenti del Consiglio nazionale furono i seguenti:
| Periodo                            | Presidente           | Vicepresidente     | Presidente decano   |
| ---------------------------------- | -------------------- | ------------------ | ------------------- |
| 7 novembre 1848 - 21 novembre 1848 | Ulrich Ochsenbein    | Alfred Escher      | Georg Joseph Sidler |
| 21 novembre 1848 - 16 aprile 1849  | Jakob Robert Steiger | Alfred Escher      | Georg Joseph Sidler |
| 16 aprile 1849 - 23 aprile 1849    | Alfred Escher        |                    | Georg Joseph Sidler |
| 24 giugno 1849 - 9 maggio 1850     | Alfred Escher        | Johann Konrad Kern | Georg Joseph Sidler |
| 1º luglio 1850 - 21 dicembre 1850  | Johann Konrad Kern   | Jakob Stämpfli     | Georg Joseph Sidler |
| 7 luglio 1851 - 27 agosto 1851     | Jakob Stämpfli       | Johann Jakob Trog  | Georg Joseph Sidler |

## Consiglio degli Stati
Nel corso della legislatura, i presidenti e i vicepresidenti del Consiglio degli Stati furono i seguenti:
| Periodo                            | Presidente             | Vicepresidente       | Presidente decano |
| ---------------------------------- | ---------------------- | -------------------- | ----------------- |
| 7 novembre 1848 - 20 novembre 1848 | Jonas Furrer           | François Briatte     | Jean-Joseph Page  |
| 21 novembre 1848 - 9 maggio 1850   | François Briatte       | Peter Steiger        |                   |
| 1º luglio 1850 - 21 dicembre 1850  | Johann Jakob Rüttimann | Paul Migy            |                   |
| 7 luglio 1851 - 27 agosto 1851     | Paul Migy              | Johann Karl Kappeler |                   |

## Cancelliere federale
Per l'intero corso della legislatura, il Cancelliere federale fu Johann Ulrich Schiess.